# Nämnden för båtlivsutbildning
Nämnden för båtlivsutbildning (NFB) är en ideell förening och intresseorganisation som utarbetar och fastställer fordringar för båtlivsutbildning och reglerar officiella kompetenser för förande av fritidsbåtar i Sverige. Nämnden auktoriserar även förhörsförrättare och håller register över avlagda intyg. Dess styrelse består av representanter för sjöfartsverket och de tre största båtorganisationerna i Sverige: Svenska Båtunionen, Svenska Kryssarklubben och Svenska Seglarförbundet). Föreningen grundades 1985.

## Intyg administrerade av NFB
- Förarintyg för fritidsbåt
- Kustskepparintyg
- Båtpraktikintyg (Dagpraktik + Mörkerpraktik)
- Båtmekanikerintyg
- Manöverintyg för högfartsbåt
- Radarintyg
- Utsjöskepparintyg
- SRC-intyg (Short Range Certificate - certifikat för sjö-VHF)
- LRC-intyg (Long Range Certificate - certifikat för sjöradio på alla maritima frekvenser)
- Seglarintyg (1, 2 och 3)
- Kanalintyg för fart på kanaler och floder i Europa (enligt CEVNI, Code Européen des Voies de la Navigation Intérieure)